# Tracey Ullman
Tracey Ullman (ur. 30 grudnia 1959 w Slough) – brytyjsko-amerykańska aktorka, piosenkarka, tancerka, scenarzystka i pisarka o brytyjsko-polskich korzeniach.

## Życiorys
Urodziła się w Slough w hrabstwie Buckinghamshire jako córka Doreen (z domu Cleaver) i Antoniego Johna Ullmana. Jej ojciec był polskim żołnierzem Wojsk Lądowych, który został ewakuowany z Dunkierki podczas II wojny światowej. Jej matka była Angielką romskiego pochodzenia.
Karierę rozpoczynała w programach komediowych brytyjskiej telewizji. 25 listopada 1983 ukazał się jej debiutancki album You Broke My Heart in 17 Places, który promowały trzy teledyski: „Breakaway”, „They Don't Know” i „Move Over Darling”. W listopadzie 1984 wydana została jej druga płyta You Caught Me Out, którą z kolei promowały cztery wideoklipy: „My Guy” (1984), „Sunglasses” (1984), „Helpless” (1984) i „Terry” (1985).
W połowie lat 80. wyemigrowała do Stanów Zjednoczonych. Prowadziła swój własny program The Tracey Ullman Show (1987-1990), w którym po raz pierwszy zostały wyemitowane odcinki kreskówki The Simpsons. Pojawiła się także w wielu filmach i serialach. Na ekranie była snobistyczną żoną ambasadora w komedii Penny Marshall Jumpin’ Jack Flash (1986), szczęśliwą mężatką z patelnią w czarnej komedii Lawrence'a Kasdana Kocham cię na zabój (1990), ohydną czarownicą Latryną w parodii Mela Brooksa Robin Hood: Faceci w rajtuzach (1993), redaktorką mody w czarnej komedii Roberta Altmana Prêt-à-Porter (1994) czy złośliwą Eden Brent w komedii kryminalnej Woody’ego Allena Strzały na Broadwayu (1994). Za rolę ekscentrycznej i cynicznej psychiatry dr Tracey Clark w serialu Ally McBeal (1998–99) otrzymała nagrodę Emmy.
Obecnie prowadzi ponownie swój autorski program na antenie BBC.

## Filmografia
- 1980: Mackenzie (serial TV) – Lisa MacKenzie
- 1981: Three of a Kind (serial TV)
- 1981: Happy Since I Met You (TV) – Karen
- 1981: A Kick Up the Eighties (serial TV) – różne role
- 1984: Pozdrowienia dla Broad Street (Give My Regards to Broad Street) – Sandra
- 1985: Obfitość (Plenty) – Alice Park
- 1985: Girls On Top (serial TV) – Candice Valentine
- 1986: Jumpin’ Jack Flash – Fiona
- 1987: The Tracey Ullman Show – różne role
- 1989: I, Martin Short, Goes Hollywood (serial TV) – Tina Wise
- 1990: Kocham Cię na zabój (I Love You to Death) – Rosalie Boca
- 1992: Tracey Ullman: A Class Act (TV) – różne role
- 1993: Królewna Śnieżka – Nowe przygody (Happily Ever After) – Thunderella i Moonbeam (głosy)
- 1993: Robin Hood: Faceci w rajtuzach (Robin Hood: Men in Tights) – Latrine
- 1993: Święci domowego ogniska (Household Saints) – Catherine Falconetti
- 1993: Tracey Takes on New York (TV) – różne role
- 1994: Potyczki z Jeannie (I’ll Do Anything) – Beth Hobbs
- 1994: Strzały na Broadwayu (Bullets Over Broadway) – Eden Brent
- 1994: Prêt-à-Porter – Nina Scant
- 1995: Mała Lulu (serial TV) – Lulu (pierwsze odcinki)
- 1996: Tracey Takes On... – różne role
- 1997-2000: Ally McBeal – Dr Tracey Clark
- 2000: C-Scam
- 2000: Przerażenie (Panic) – Martha
- 2000: Drobne cwaniaczki (Small Time Crooks) – Frenchy
- 2001: Visible Panty Lines (serial TV)
- 2003: Tracey Ullman in the Trailer Tales (TV) – różne role
- 2004: Apetyt na seks (A Dirty Shame) – Sylvia Stickles
- 2004: The Cat That Looked at a King – Kot (głos)
- 2005: Tracey Ullman: Live and Exposed
- 2005: Gnijąca panna młoda (Corpse Bride) – Nell Van Dort/Hildegarde (głos)
- 2005: Kronk’s New Groove – Ms. Birdwell (głos)
- 2005: Once Upon a Mattress (2005) (TV) – Princess Winnifred
- 2006: Dawn French’s Girls Who Do Comedy (serial TV)
- 2007: Nigdy nie będę twoja (I Could Never Be Your Woman) – Matka Natura
- 2008: The Tale of Despereaux – Mig (głos)
- 2008: Tracey Ullman’s State of the Union (serial TV)

## Dyskografia
- You Broke My Heart In 17 Places
- You Caught Me Out

## Nagrody
- Złoty Glob Najlepsza Aktorka w musicalu lub serialu komediowym: 1988 The Tracey Ullman Show
- Nagroda BAFTA Najlepszy program rozrywkowy: 1984 Three of a Kind
- Nagroda Emmy
  - Najlepszy program muzyczny, komediowy lub rewia: 1989 The Tracey Ullman Show
  - 1997 Tracey Takes On...
  - Najlepsza artysta w programie muzycznym, komediowym lub rewii: 1990 The Best of the Tracey Ullman Show
  - 1994 Tracey Takes on New York
  - Najlepszy scenariusz do programu muzycznego, komediowego lub rewii: 1990 The Tracey Ullman Show
  - Najlepszy gościnny występ w serialu komediowym - aktorka: 1993 Love and War
  - 1999 Ally McBeal